# Zbigniew Kozub
Zbigniew Kozub (ur. 17 marca 1960 w Szczecinie) – polski kompozytor, pedagog.

## Kariera zawodowa
Studiował w klasie kompozycji Floriana Dąbrowskiego w Akademii Muzycznej w Poznaniu, którą ukończył w 1985. W 1995 obronił doktorat, a w 2002 uzyskał habilitację w zakresie sztuk muzycznych (dyscyplina: kompozycja i teoria muzyki) na Akademii Muzycznej w Poznaniu. 2 kwietnia 2015 odebrał z rąk prezydenta Bronisława Komorowskiego nominację na profesora sztuk muzycznych. Wykładowca Wydziału Kompozycji, Dyrygentury, Teorii Muzyki i Rytmiki Akademii Muzycznej w Poznaniu.
Autor zarówno dzieł chóralnych, wokalno-instrumentalnych, symfonicznych, kameralnych, solowych, jak i muzyki filmowej, muzyki teatralnej czy muzyki radiowej. Przez dziewięć lat był dyrektorem festiwalu muzyki współczesnej Poznańska Wiosna Muzyczna. 
Pełnione funkcje:
- w latach 1990–1996 – prodziekan Wydziału Kompozycji, Dyrygentury i Teorii Muzyki Akademii Muzycznej w Poznaniu
- w latach 1992–1999 – prezes Poznańskiego Oddziału Związku Kompozytorów Polskich
- w latach 1993–1999 oraz 2008–2010 – dyrektor festiwalu Poznańska Wiosna Muzyczna[5] oraz prezes Oddziału Poznańskiego Związku Kompozytorów Polskich
- od 1994 – prowadzący Pracownię Warstwy Audytywnej w Katedrze Animacji na Wydziale Komunikacji Multimedialnej oraz wykłady z zakresu muzyki filmowej na kierunku animacji filmowej Uniwersytetu Artystycznego w Poznaniu[6]
- w latach 1996–2002 – dziekan Wydziału Kompozycji, Dyrygentury i Teorii Muzyki Akademii Muzycznej w Poznaniu
- w latach 1999–2003 – członek Rady Programowej Radia „Merkury”
- w latach 2002–2004 – członek Kapituły Nagrody Artystycznej Miasta Poznania
- od 2002 – zastępca prezesa Poznańskiej Fundacji Artystycznej

## Ważniejsze utwory
- 1990: Voicing na 6 śpiewaków
- 1991: Siedem obrazów apokaliptycznych na organy
- 1992: Stabat Mater na baryton i orkiestrę do słów Romana Brandstaettera
- 1992: Elegia poświęcona pamięci Tadeusza Łomnickiego, na chór mieszany a cappella
- 1993: Trwać poza – balet do obrazów Grażyny Strykowskiej
- 1993: Cascades na cztery perkusje i komputer
- 1995: Semi sophysticated music na organy i komputer
- 1995: Kantata Pro Sinfonika na sopran, chór i orkiestrę symfoniczną
- 1995: Hymn Wspólnoty Polskiej na sopran, alt, chór i orkiestrę symfoniczną
- 1995: Incontri – balet – na trzech perkusistów i komputer
- 1995: Muzyka staromiejska do słów inskrypcji łacińskich wyrytych na murach Ratusza Poznańskiego na chór, skrzypce solo, syntezatory, blachę i perkusję
- 1995: Muzyka na Koziołki Poznańskie – czyli Koziubowa Muzyka na 100 muzyków różnej maści
- 1996: Psalm 150 – tłumaczenie psalmu Romana Brandstaettera na chór, organy, blachę i perkusję
- 1996: Oratorium Leszczyńskie na sopran, głos aktorski, chór mieszany i orkiestrę (z okazji 450-lecia miasta Leszna) – do słów R. Bibelsteina
- 1996: Upamiętnienie – utwór zamówiony przez rektora Uniwersytetu im. Adama Mickiewicza w Poznaniu na uroczystość wręczenia tytułu doktora honoris causa Wisławie Szymborskiej na chór mieszany a cappella do słów Wisławy Szymborskiej
- 1997: Siedem obrazów apokaliptycznych na organy i syntezator
- 1997: Trzy etiudy charakterystyczne na fortepian i komputer
- 1997: Tango – balet
- 1998: Litania ad Spiritum Sanctum na sopran, recytatora, chór i orkiestrę do słow Romana Brandstaettera w przekładzie łacińskim Sylwestra Dworackiego
- 1998: Makbet – sceny – balet
- 1999: Psalmy czasów przyszłych na sopran, recytatora, flet, perkusję, syntezator, organy i perkusję do tekstów z Księgi Psalmów
- 1999: Epitafium pamięci Grażyny Bacewicz na orkiestrę smyczkową
- 2002: Wołaniem Wołam Cię – oratorium pastoralne do słów Ernesta Bryllana sopran, chór mieszany i orkiestrę
- 2002: Ad Multos Annos na sopran solo, chór mieszany i orkiestrę symfoniczną do słów Kazimiery Iłłakowiczówny
- 2002: Spaces of silence na fortepian, organy, klarnet, harfę, akordeon i perkusję
- 2002: Northern Lights II na kwartet smyczkowy
- 2002: Rag-Organ-Reparation-Time na organy
- 2002: Future in the Past na taśmę
- 2003: Koncert na flugelhorn i orkiestrę
- 2003: Northern Lights na orkiestrę
- 2004: Medytacje Nowego Różańca na altówkę i organy
- 2005: Spaces of silence II na fortepian, organy i akordeon
- 2006: Spaces of swarm na dwa fortepiany, organy i perkusję
- 2006: Aus der bilder – trzy pieśni na tenor i dwa fortepiany do słów R.M. Rilke
- 2006: Multiform II na fortepian i komputer
- 2006: Koncert Muzyka z prądem
- 2006: Spaces of swarm na dwa fortepiany, organy i perkusję, pamięci prof. Jerzego Zgodzińskiego
- 2006: Psalm 150 na chór mieszany, organy i orkiestrę symfoniczną
- 2007: Psalm Woli na chór mieszany a cappella do słów Romana Brandstaettera
- 2007: Pielgrzym na orkiestrę
- 2007: Altum Silencium na skrzypce i taśmę
- 2007: Altum Silencium II na obój, organy i kwintet akordeonowy
- 2007: INTer aLIA na fortepian
- 2007: Korowód według Wyspiańskiego na orkiestrę smyczkową
- 2008: EX RE na 15 instrumentów perkusyjnych
- 2008: Zasypiamy w słowach na mezzosopran i orkiestrę kameralną do słów Zbigniewa Herberta
- 2008: Fresk symfoniczny Przenikania na orkiestrę symfoniczną
- 2008: Tango II na taśmę
- 2008: Pięć pieśni miłosnych do słów Marii Jasnorzewskiej-Pawlikowskiej na sopran i fortepian
- 2008: Z Tobą chcę oglądać świat na fortepian i taśmę – ballet performance
- 2008: Suita z muzyki teatralnej Romana Maciejewskiego do sztuki Makbet Williama Szekspira w reżyserii Ingmara Bergmana
- 2008: Ad maiorem Dei gloriam – Na większą chwałę Bożą
- 2010: NOX na orkiestrę smyczkową i organy
- 2010: Trio smyczkowe Spaces of nothingless
- 2011: Passio Domini Nostri Jesu Christi Secundum Joannem

Muzyka radiowa:
- 2002: Poświatowska – muzyka do słuchowiska opartego na poezji Haliny Poświatowskiej

Muzyka teatralna:
- 1993: Lep, Wyprawy krzyżowe, Msza według Mirona Białoszewskiego – Teatr Obok w Poznaniu
- 1994: Kopciuszek pełen snu – Teatr Mody Joli Załeckiej – Teatr Polski
- 1995: Czarodziejski ogród według H. Burnet – Teatr Polski w Poznaniu
- 1996: Antygona – widowisko plenerowe Teatru Polskiego w Poznaniu na Cytadeli w ramach „Malta '95”; przedstawienie sceniczne
- 1998: Don Juan, Antygona
- 2000: Pinokio – Teatr Polski w Poznaniu
- 2002: Rysunki na pamiątkę – Centrum Sztuki Dziecka
- 2009: Faust – Zdarzenie według Christophera Marlowe'a na taśmę i fortepian, Teatr im. J. Kochanowskiego w Opolu
- 2012: Teraz jest czas – spektakl baletowy/taneczny, reż. Mikołajczyk Mikołaj

Muzyka do telewizyjnych filmów dokumentalnych:
- 1992: Będziemy piękniejsi
- 1993: Czułość i wygnanie
- 1993: W labiryncie świata i literatury
- 1994: Mistrz i mistrz
- 1996: Rozbieranie muru
- 1996: Tako rzecze jedyny
- 1996: Czysta rozkosz
- 1996: Lumen obscurum
- 1996: Czesława Miłosza portret poznański
- 1996: Czemu nie ma tancerki
- 1997: W Sofiówce zadziwić się i wyznać
- 1997: Wahadło światła
- 1998: Słowik litewski - Iłłakowiczówna
- 1998: Światło spoza zasłon
- 2000: Orfeusz warszawski
- 2002: Widzieć w błysku
- 2002: W poszukiwaniu rzeczywistego

Inne filmy dokumentalne:
- 2001: Dzieje Kultury Polskiej w 10 odcinkach w reżyserii Rafała Grupińskiego, TVP
- 2002: Szklana Góra (TVP, 2002), reż. Jacek Adamczak
- 2002: Flower of Fern, reż. Anna Dudek, dla brytyjskiej sieci TV – S4C
- 2003: History of Flax, reż. Anna Dudek, TV S4C
- 2003: Pielgrzym o Janie Pawle II w dwóch częściach – TV Polsat
- 2003: Muzyka do filmów animowanych, Telewizyjne Studio Filmów Animowanych w Poznaniu
- 2003: Bajka o wielkim wstydzie według Leszka Kołakowskiego, w reż. Jacka Adamczaka (film nagrodzony na Międzynarodowym Festiwalu Filmowym w Kairze)
- 2004: O kowalu i diable, scenariusz i reżyseria Jacek Adamczak, TVP 2004
- 2007–2009: Poznańskie Koziołki, reż. Jacek Adamczak, trylogia TVP

Muzyka do filmów animowanych
- 2005: Muka – reż. Natalia Wilkoszewska
- 2005: Pasy – reż. Piotr Białczak
- 2006: Joker – reż. Joanna Kożuch
- 2007: Allegro – reż. Ewa Ziobrowska
- 2007: Nóż – reż. Andrzej Szych
- 2007: Tato – reż. Artur Chochowski
- 2008: Follow me... – reż. Marzena Smolińska
- 2008: Alter Ego – reż. Jakub Gręglicki
- 2008: Król Kruków – reż. Jacek Adamczak
- 2008: Tramwaj – reż. Monika Kuczyniecka
- 2009: Koniec – reż. Agnieszka Pokrywka
- 2009: Plaża – reż. Paweł Prewencki
- 2010: Salto – reż. Ewelina Stefańska
- 2010: Syrenka – reż. Cezary Kwaśny
- 2010: Porozmawiaj z nim – reż. Agata Prętki
- 2010: Inside – reż. Beata Śmigielska
- 2010: Factory – reż. Miłosz Margański
- 2011: Hotel Mirage – reż. Joanna Polak
- 2011: Jak szukaliśmy Lailonii – reż. Jacek Adamczak
- 2013: Plaża – Paweł Prewencki

Publikacje:
- 2002: Kolędy na organy, Wydawnictwo Salezjańskiej Szkoły Organowej im. Kard. A. Hlonda w Szczecinie
- 2004: Erotyki na chór mieszany a cappella do słów B. Leśmiana, Wydawnictwo Akademii Muzycznej w Poznaniu
- 2010: Kolędy na głos z fortepianem, dwadzieścia pięć najpopularniejszych kolęd w opracowaniu muzycznym Zbigniewa Kozuba, z ilustracjami Jana Marcina Szancera, Wydawnictwo GMP Poznań

Autorskie płyty CD
- Litania ad Spiritum Sanctum – Chór i Orkiestra Akademii Muzycznej w Poznaniu, A. Grochowalski – dyrygent, Wydawnictwo AM
- Ostrów Tumski – muzyka do multimedialnej płyty wydanej z okazji 750-lecia Lokacji Miasta Poznania (Gazeta Wyborcza, Wydawnictwo „Remax”) 2002

## Odznaczenia
- Srebrny Krzyż Zasługi (2014)[7]
- Brązowy Medal „Zasłużony Kulturze Gloria Artis” (2021)[8]
- Odznaka honorowa „Zasłużony dla Kultury Polskiej” (2015)[7]
- Medal Młodej Sztuki w kategorii muzyka (1989)

## Nagrody i wyróżnienia
Nagrody w konkursach kompozytorskich:
- 1985: wyróżnienie w Konkursie Związku Kompozytorów Polskich na utwór organowy w Kamieniu Pomorskim
- 1986: wyróżnienie w XXII Konkursie Młodych Związku Kompozytorów Polskich
- 1987: wyróżnienie w Konkursie Związek Kompozytorów Polskich za utwór na organy i dwa inne instrumenty
- 1987: II nagroda (I nie przyznano) w Konkursie Współczesnej Twórczości dla Dzieci i Młodzieży „Do-Re-Mi '87”
- 1988: I nagroda (kategoria symfoniczna) i wyróżnienie (kategoria kameralna) w XXIII Ogólnopolskim Konkursie Kompozytorskim im. G. Fitelberga w Katowicach
- 1990: wyróżnienie w II Konkursie im. R. Bukowskiego we Wrocławiu
- 1996: III nagroda (I i II nie przyznano) w Konkursie Polskiego Radia S. A. na utwór radiowy

Inne nagrody:
- 1992: Nagroda Specjalna na Festiwalu Filmów Fabularnych i Telewizyjnych dla Dzieci i Młodzieży w Poznaniu za muzykę do filmu Mały Książę w reż. Waldemara Śmigasiewicza[9]
- 2017: Nagroda ZAiKS-u za propagowanie polskiej muzyki współczesnej[10]